# 토마스 크리스티안센
토마스 크리스티안센 타린 (Thomas Christiansen Tarín, 1973년 3월 11일 ~)은 덴마크 출생 스페인의 전 축구 선수이자 현 축구 지도자로 현재 파나마 축구 국가대표팀의 감독을 맡고 있으며 현역 시절 스트라이커로 활약했다.

## 경력

### 초기 경력
쾨벤하운 출신으로 스페인계 어머니를 둔 그는 덴마크에서 성장하였다. 그는 아베되레 IF에 입단하며 축구를 시작하였고 1988년에 1년간 브뢴비 IF에서 활약하다 흐비도브르 IF로 이적하였다.
크리스티안센은 스페인 거함 레알 마드리드 CF의 유소년팀과 훈련하였으나, 그의 어머니는 입단을 허락하지 않았고, 크리스티안센은 B.93이라는 또다른 덴마크 클럽을 거쳤다. 1991년 5월, 크리스티안센은 켸벤하운 볼클룹 유소년팀과의 경기에서 6골을 득점하였고, 이후 스페인으로가 1990-91 시즌의 라 리가 챔피언이자 레알 마드리드의 최대 라이벌인 FC 바르셀로나의 유소년 팀으로 이적하였다.

### FC 바르셀로나
1991년 7월 크리스티안센은 요한 크라위프를 매니저로 둔 바르셀로나와 4년 계약을 체결하였고, 덴마크 플레이메이커 미카엘 라우드루프와 함께 경기를 뛰는 꿈을 성사시켰다. 그는 스페인에서의 첫 경기를 클럽의 리저브 팀인 FC 바르셀로나 B에서 치루었고, 그곳에서 그는 같은 국적의 미드필더 로니 에켈룬과 합류하였다. 이 시기, 그는 1군 훈련에 자주 차출되었다.
바르셀로나 계약 당시 크리스티안센은 계약서에 스페인 시민권에 관한 조항을 넣었고, 그에 따라 그는 외국인 쿼터제 대상이 되지 않았다. 귀화 후, 그는 스페인 U-21 국가대표팀으로 1992년 12월에 차출되었고, 1-2로 패한 독일 U-21 국가대표팀과의 경기에서 골을 득점하였다.
바르셀로나 B에서 활약하면서, 그는 하비에르 클레멘테에 의해 1993년 1월에 스페인 축구 국가대표팀에 차출되었다. 그는 멕시코와의 경기에서 데뷔하였고, 인상적인 활약으로 몇 경기 주전으로 출전하였다. 그는 1997년까지 바르셀로나 계약을 연장하였고, 1992년 SV 베르더 브레멘과의 UEFA 슈퍼컵 1차전 경기에서 7분을 남겨놓고 출전하며 데뷔하였다. 그는 아틀레티코 마드리드와의 코파 델 레이 경기에서 풀타임을 소화하였고, 1994년 FIFA 월드컵 예선전에서는 교체 멤버로 활약하였는데, 리투아니아전에서 힐킥으로 득점하며 홈경기 5-0 승리에 일조하였다.
그러나, 리그에서 바르셀로나 소속으로 출장하지 못한 그는 1부 리그의 스포르팅 히혼에 1993년 2월 임대되었다. 그는 이 동안 부상으로 보냈으나, 4골을 득점하는데 성공하였다. 그는 7월에 바르셀로나로 복귀하였으나, 프리시즌에서 또다시 부상을 당한 그는 크라위프 하에서 더 이상 출장하지 못하였다. 그는 1994년에 CA 오사수나로 임대되었고, 1994-95 시즌에는 라싱 산탄데르로 임대되었다. 산탄데르에서, 그는 주전으로 활약하였고, 첫 경기 후 스페인 국가대표팀에 차출되었으나, 부상으로 국가대표팀 경기에 출전하지 못하였다.

### 이후의 기복
스페인 리그 규정에 의하면, 크리스티안센은 3년간 타 팀에 임대되었으므로, 바르셀로나가 이적 협상을 거부할 경우 재정적 보상을 하여야 했다. 그는 1995년 10월에 처음으로 잉글랜드 클럽 맨체스터 시티 FC로 매각되었으나, 스페인 잔류를 희망하는 크리스티안센은 이듬해 1월에 레알 오비에도로 4.6M 덴마크 크로네의 가격에 이적하였다. 그는 초반 좋은 시작에도 불구하고 2번째 시즌에는 무득점으로 마감 (31경기 출전) 하였고, 세군다 디비시온의 비야레알 CF로 1997년 11월에 팔렸다. 그는 발렌시아 지방의 클럽이 1997-98 시즌에 세군다 1위를 하고 1998년에 승격할 수 있도록 하였다. 그러나 그 다음 시즌 1골에 그치며 성공을 이어나가지 못하였고, 팀은 강등되었다.
멕시코 팀의 이적 제의는 성사되지 못하였고, 1999년 하반기동안은 소속이 없었다. 그는 카탈루냐를 연고로 하는 하부 리그의 테라사 FC에서 뛰다가 시즌 말을 그리스의 파니오니오스 FC에서 마감하였고, 2000년 8월에 덴마크 수페르리가 챔피언 HB 코이에로 이적하며 덴마크로 돌아갔다. 그는 2골을 득점하며 팀이 브뢴비에 이어 준우승을 하도록 하였다.

### 독일 무대
2001년 1월, 크리스티안센은 독일 분데스리가의 VfL 보훔으로 이적하였다. 그는 클럽에서의 첫 해에 팀의 2 분데스리가 강등을 막지 못하였고, 동시에 그의 전 소속팀 HB 코이에도 강등되었다. 그 다음 시즌에 17골을 득점한 그는 노르트라인베스트팔렌주의 최다 득점자가 되었고, 팀은 다시 승격되었다. 그는 다음 시즌 1부리그에서 21골을 득점하며 지오바니 에우베르와 공동 득점왕이 되었다.
이 업적을 달성한 후, 그는 2003년 6월에 하노버 96으로 이적하며 프레디 보비치를 대신해 9번을 입게 되었다. 그는 첫 시즌에 9골을 득점하였으나, 보훔에서의 성공을 이어나가지 못했다. 그는 여러 차례 부상을 당하였는데, 무릎을 한번 정강이를 두번 부상당하였다. 2006년 여름, 하노버는 그의 계약을 연장하지 않아 방출되었고, 크리스티안센은 얼마 안가 은퇴하였다.

## 국가대표팀 득점 기록
| 골 | 날짜            | 경기장                  | 상대       | 점수 | 최종결과 | 대회                    |
| -- | --------------- | ----------------------- | ---------- | ---- | -------- | ----------------------- |
| 1. | 1993년 2월 24일 | 베니토 비야마린, 세비야 | 리투아니아 | 4–0  | 5–0      | 1994년 FIFA 월드컵 예선 |

## 수상

### 클럽
FC 바르셀로나
- UEFA 슈퍼컵: 1992
- 라 리가: 1992–93
- 수페르코파 데 에스파냐: 1992

### 국가대표팀
스페인 U-21
- UEFA U-21 챔피언쉽 3위: 1994